# Gaylussacia vitis-idaea
Gaylussacia vitis-idaea là một loài thực vật có hoa trong họ Thạch nam. Loài này được Mart. ex Meisn. mô tả khoa học đầu tiên năm 1863.